# Minuteman Missile National Historic Site
Ne doit pas être confondu avec Minute Man National Historical Park.
Pour les articles homonymes, voir Minuteman.
Le Minuteman Missile National Historic Site a été créé en 1999 pour illustrer l'histoire et la signification de la guerre froide, la course aux armements et le développement des missiles balistiques intercontinentaux (ICBM). Ce lieu historique national préserve le dernier système ICBM Minuteman II des États-Unis (non opérationnel), système remplacé par le Minuteman III en service actif.
Un silo à missile nucléaire désaffecté et un poste de contrôle (distant de plusieurs kilomètres) dépendant à l'origine de Ellsworth Air Force Base y sont visibles.
Le site est situé dans les comtés de Jackson et de Pennington près de la ville de Wall, dans le Dakota du Sud.